# Teresa Villaverde
Teresa Morais Villaverde Cabral (Lissabon, 18 mei 1966) is een Portugees filmregisseuse, scenarioschrijfster en filmproducente. Ze wordt beschouwd als een van de belangrijke namen van de generatie Portugese filmmakers uit de jaren 1990.

## Biografie
Teresa Villaverde werd in 1966 geboren in Portugal als dochter van journalist Alberto Villaverde Cabral en Marília Pereira Morais. Ze begon haar carrière als actrice, co-schrijver en co-regisseur in het theater van de Academia de Belas-Artes van Lisabon. Villaverde acteerde in À Flor do Mar van João César Monteiro en werkte als assistente van Paulo Rocha en als co-schrijver samen met José Álvaro Morais en João Canijo.
Villaverdes debuutfilm A Idade Maior ging in 1991 in première op de Berlinale en werd bekroond op het festival van Duinkerken met de prijs voor beste actrice en de CICAE-prijs. Drie jaar later behaalde haar tweede speelfilm Três Irmãos de prijs voor beste actrice op de filmfestivals van Venetië, Cancun en Valencia, waarbij ze in Valencia ook met de prijzen voor beste regie en cinematografie bekroond werd. Haar derde film Os Mutantes ging in 1998 in première op het filmfestival van Cannes in de sectie Un certain regard en werd in 1999 genomineerd voor vier Globos de Ouro, de Portugese Golden Globes (beste film, beste regie, beste actrice en beste acteur). In 2007 werd ze ook genomineerd voor de Globo de Ouro voor beste film voor Transe. In 2010 richtte Villaverde haar eigen productiemaatschappij Alce Filmes op.

## Filmografie
- 2017: Colo
- 2016: Paris 15/16 (korte film)
- 2014: Pontes de Sarajevo
- 2011: Cisne
- 2006: Transe
- 2004: A Favor da Claridade (documentaire)
- 2004: Visions of Europe (segment: "Cold Wa(te)r")
- 2001: Água e Sal
- 1998: Os Mutantes
- 1996: O Amor Não me Engana (tv-documentaire)
- 1994: Três Irmãos
- 1991: A Idade Maior

## Prijzen en nominaties
De belangrijkste:
| Jaar | Prijs         | Categorie   | Film        | Uitslag     |
| ---- | ------------- | ----------- | ----------- | ----------- |
| 2007 | Globo de Ouro | Beste film  | Transe      | Genomineerd |
| 1999 | Globo de Ouro | Beste film  | Os Mutantes | Genomineerd |
| 1999 | Globo de Ouro | Beste regie | Os Mutantes | Genomineerd |